# Пољско-аустријски рат
Пољско-аустријски рат вођен је у склопу рата Пете коалиције 1809. године. Пољске снаге француског сателитског Варшавског војводства, уз помоћ Краљевине Саксоније, бориле су се против снага Аустријског царства, против кога је устала и Руска Империја. Пољаци су издржали аустријски напад на Варшаву. Аустријанци су присиљени да напусте Варшаву. Аустрија је у рату изгубила Галицију која је прикључена Варшавском војводству. 

## Историја
Рат је избио током Наполеоновог боравка у Шпанији (1808) што су европске државе покушале искористити да сломе моћ Француског царства. На почетку рата, надвојвода Карло извршио је инвазију на Варшавско војводство. Најзначајнија личност Пољске у овом рату био је Јозеф Поњатовски. Након неодлучне битке код Ражина (19. април), пољске снаге се повлаче омогућавајући Аустријанцима да напусте Варшаву, престоницу Војводства. Поњатовски је схватио да је град тешко бранити те је концентрисао своје снаге на десној обали Висле. Победа над Пољацима била је за Аустријанце Пирова победа, јер је аустријски командант морао преусмерити већи део својих снага, на рачун других фронтова. У наредним биткама (Радзимин, Грохов, Островек), пољске снаге односе победу и присиљавају Аустријанце да се повуку на западну Вислу. Аустријске снаге које су опседале Прагу поражене су од генерала Михаила Соколницког у првој бици код Грохова (26. април). Пољаци поново односе победу у бици код горе Калварије. У наредним недељама горњу Пољску брани генерал Јан Хенрик Домбровски, док је Поњатовски своје снаге покренуо на југ. Пољаци успешно спречавају аустријске снаге да пређу Вислу. Пољаци заузимају Лублин (14. мај), Сандомиерз (18. мај), Замошћ (20. мај) и Лвов (27. мај). Поњатовски је приморао надвојводу Карла да напусти опсаду Торуна и саму Варшаву. У рат се укључује и Русија. И поред потписивања Тилзитског мира, Руси су и даље сматрали Аустријанце савезницима. Руске снаге предводио је Сергеј Голицин. Аустријанци су успели да однесу победу у бици код Једлинска (11. јун) и поврате Сандомиерз (18. јун) и Лвов, али нису успели да поразе Поњатовског који у међувремену заузима Краков. Аустријанци су коначно поражени од Француза у бици код Ваграма што је означило и крај рата у Пољској. Јозеф Поњатовски је након овог рата постао национални херој у Пољској. Од Наполеона је као поклон добио сабљу. У складу са одредбама Шенбрунског мира, највећи део територија које су ослободили Пољаци (одузети неколико година раније током треће поделе Пољске), прикључене су Варшавском војводству. 